# Dangast
Dangast is een plaats in de Duitse gemeente Varel, deelstaat Nedersaksen, en telt tussen 600 en 700 inwoners. Dangast is een badplaats aan de Jadeboezem en ligt circa 7 km ten noorden van Varel.
In de geologische periode Eoceen, circa 40 miljoen jaar geleden, ontstond ter hoogte van Dangast een jodiumhoudende zandsteenlaag; vandaar, dat de 573 meter diepe minerale bron in deze badplaats niet alleen keukenzout, maar ook jodium bevat.
In 1804 is er voor het eerst sprake van een, door rijksgraaf Von Bentinck gestichte, kuurinrichting in Dangast. In 1962 liepen het strand en de toeristische voorzieningen van Dangast zware schade op bij de grote stormvloed van dat jaar. Van 1974 tot 1980 werd het dorp tot een moderne, toeristische badplaats uitgebouwd. In 1983 werd Dangast tot kuuroord uitgeroepen.

## Kunstenaarsdorp Dangast
Tussen 1907 en de Tweede Wereldoorlog was Dangast een geliefd reisdoel voor kunstschilders, die er vele naakten en zeegezichten schilderden. De bekendsten onder hen waren Erich Heckel en Karl Schmidt-Rottluff, behorende tot de groep Die Brücke, die er van 1907 tot 1910 vaak verbleven.
De Duitse kunstschilder, die gerekend wordt tot het magisch realisme, Franz (voluit: Johann Franz Wilhelm Eduard) Radziwill (* 6 februari 1895 in Strohausen, tegenwoordig: Rodenkirchen, gem. Stadland; † 12 augustus 1983 in Wilhelmshaven), woonde het grootste deel van zijn leven te Dangast.
Rond 1975 was ook de beeldhouwer Anatol Herzfeld regelmatig creatief aanwezig te Dangast. Belangrijk voor Dangast was ook diens leerling Eckart Grenzer (* 15 februari 1943 in Oldenburg; † 2 september 2017 ibidem). In 1984 maakte deze een toen nog omstreden, en dus opzienbarende, granieten sculptuur in de vorm van een fallus. In 2004 maakte Grenzer de Friesen-Dom, bedoeld als gedenkteken voor allen, die tijdens de stormvloeden vanaf de middeleeuwen tot aan 1962 zijn omgekomen.

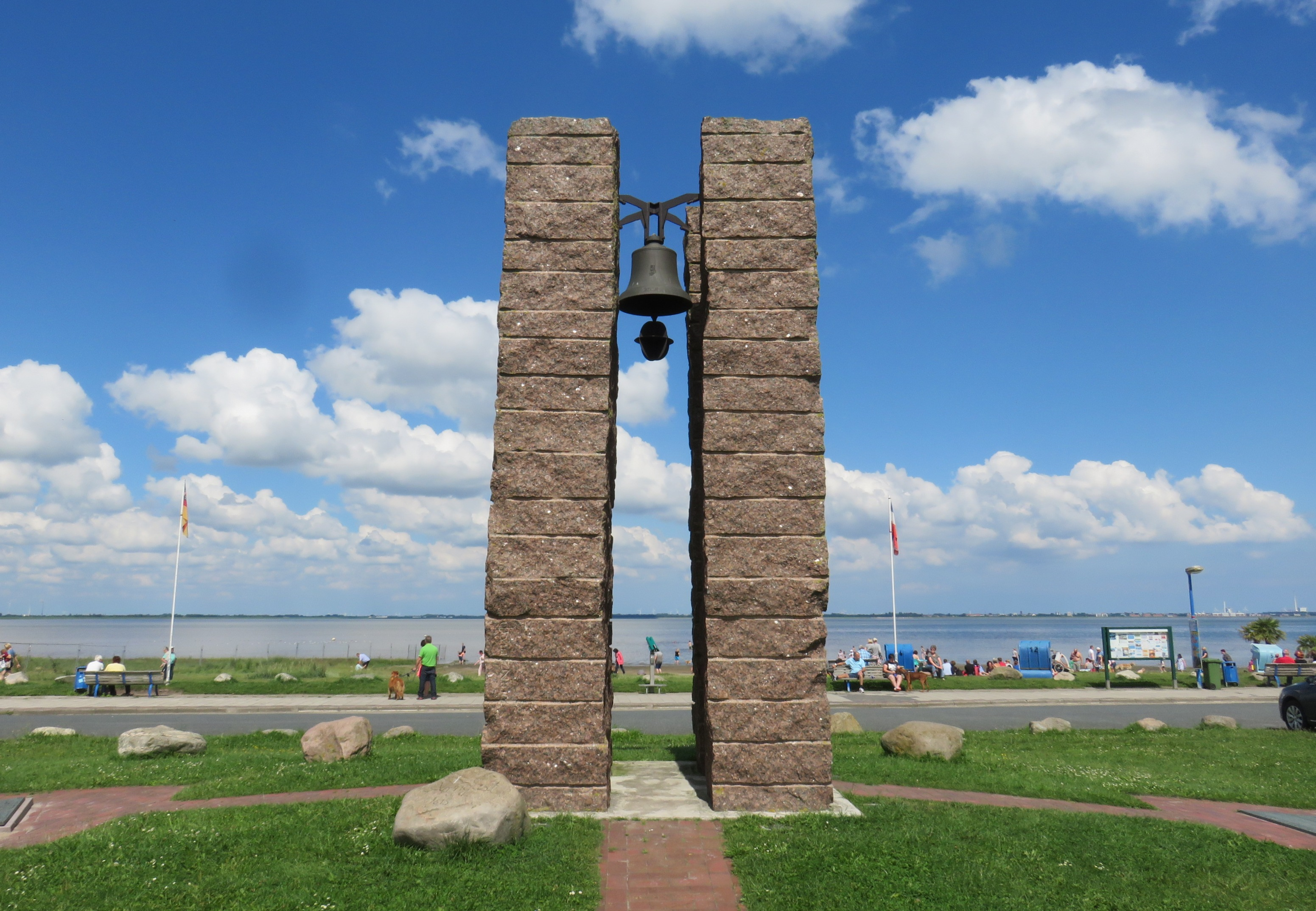
Friesen-Dom door Eckart Grenzer (2004/2005)
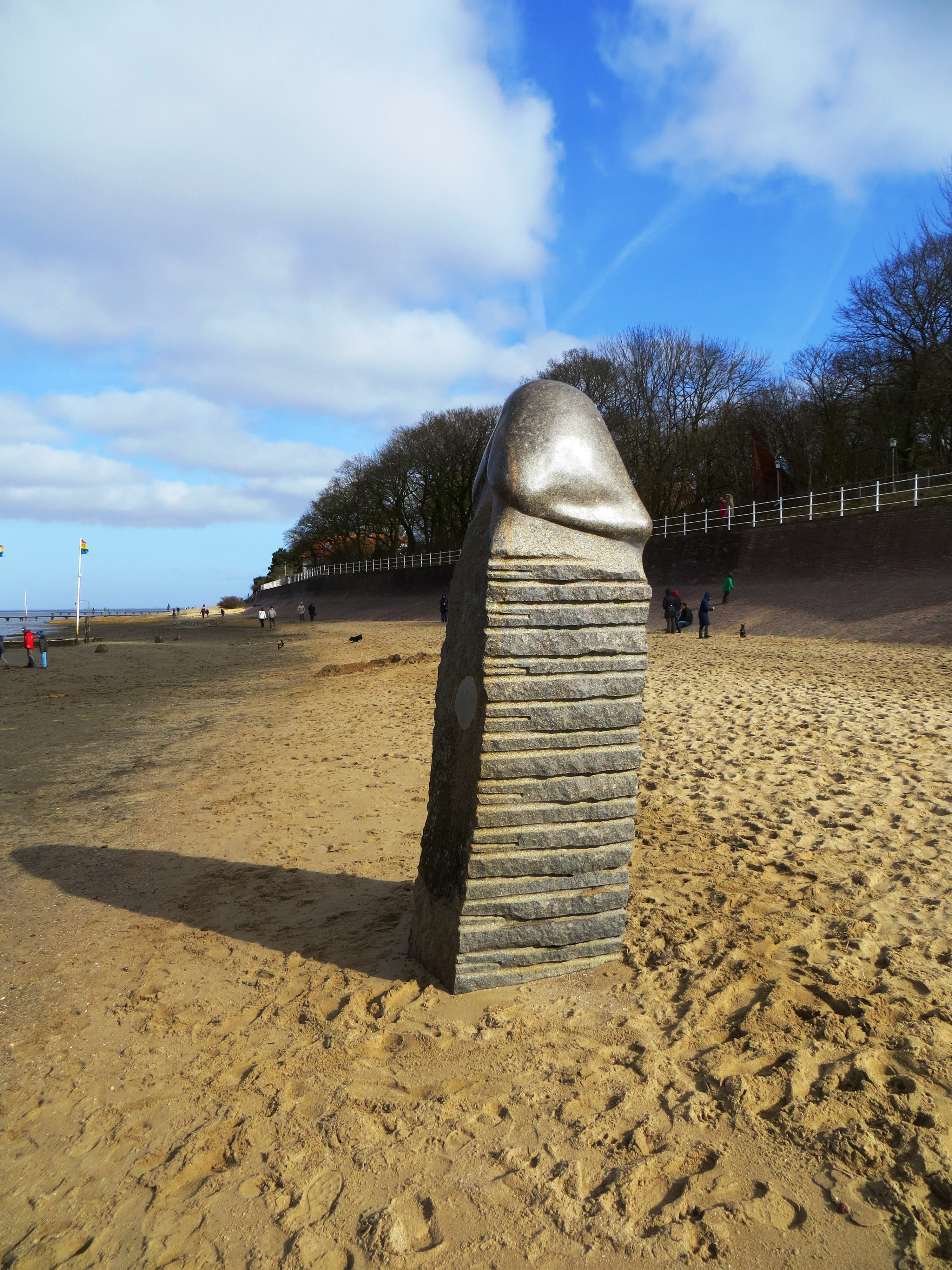
Fallus-sculptuur door Eckart Grenzer (1984)
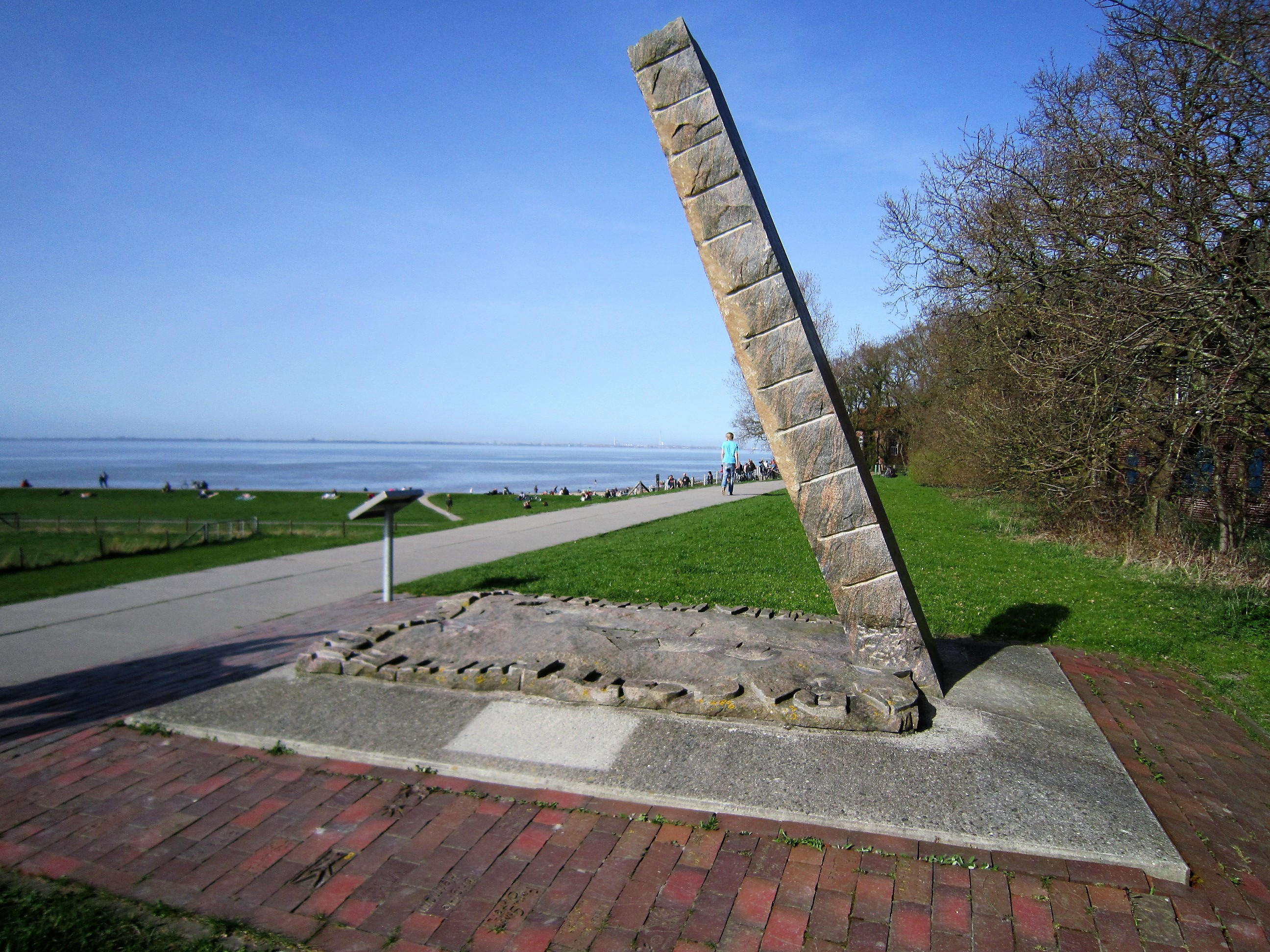
Sculptuur De 7e dag van de schepping door Eckart Grenzer (1984)

## Bezienswaardigheden
- Het 2 km lange strand aan de Waddenzee, met talrijke recreatiemogelijkheden, en twee grote campings
- In de zomer wordt jaarlijks het regionaal kampioenschap sliksleerijden gehouden, wat veel bekijks trekt
- Op de Jadeboezem kan men rondvaarten maken
- Golfslagbad DanGastQuellbad, gevoed door een als geneeskrachtig beschouwde, 573 meter diepe, keukenzout en jodium bevattende bron
- Museum te Dangast Franz-Radziwill-Haus
- Dangast ligt aan een als onderdeel van een fietsroute ontworpen beeldenroute met de naam Skulpturenpfad Kunst am Deich. De beeldenroute bestaat uit twee segmenten, waarvan één gebaseerd is op het bijbelse scheppingsverhaal uit Genesis, de andere helft van de route, die Dangast niet aandoet, behandelt andere thema's, waaronder de bijbelse zondvloed.
- De avifauna van de Jadeboezem, die onderdeel is van de Waddenzee, is ecologisch zeer interessant. Men kan vanuit Dangast af en toe excursies over het wad maken onder leiding van natuurgidsen. Incidenteel komen er ook zeehonden voor.

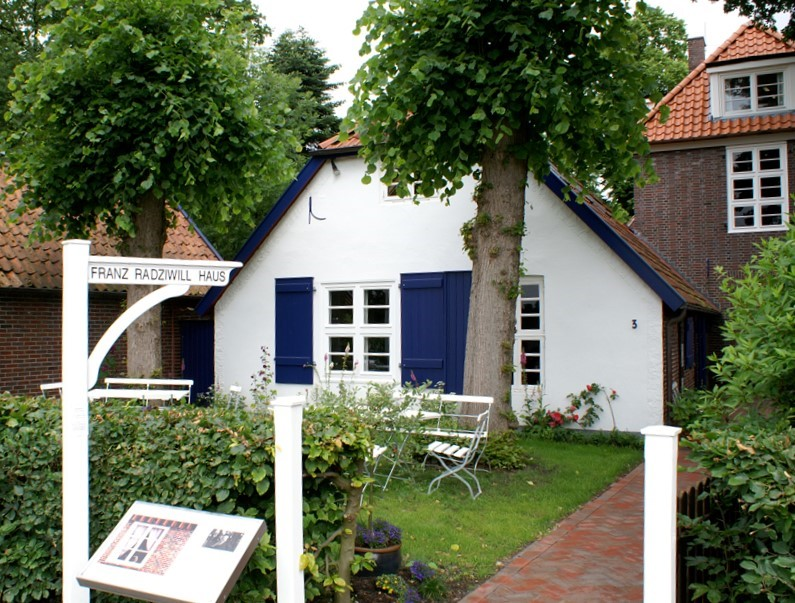
Dangast, Franz-Radziwill-Haus
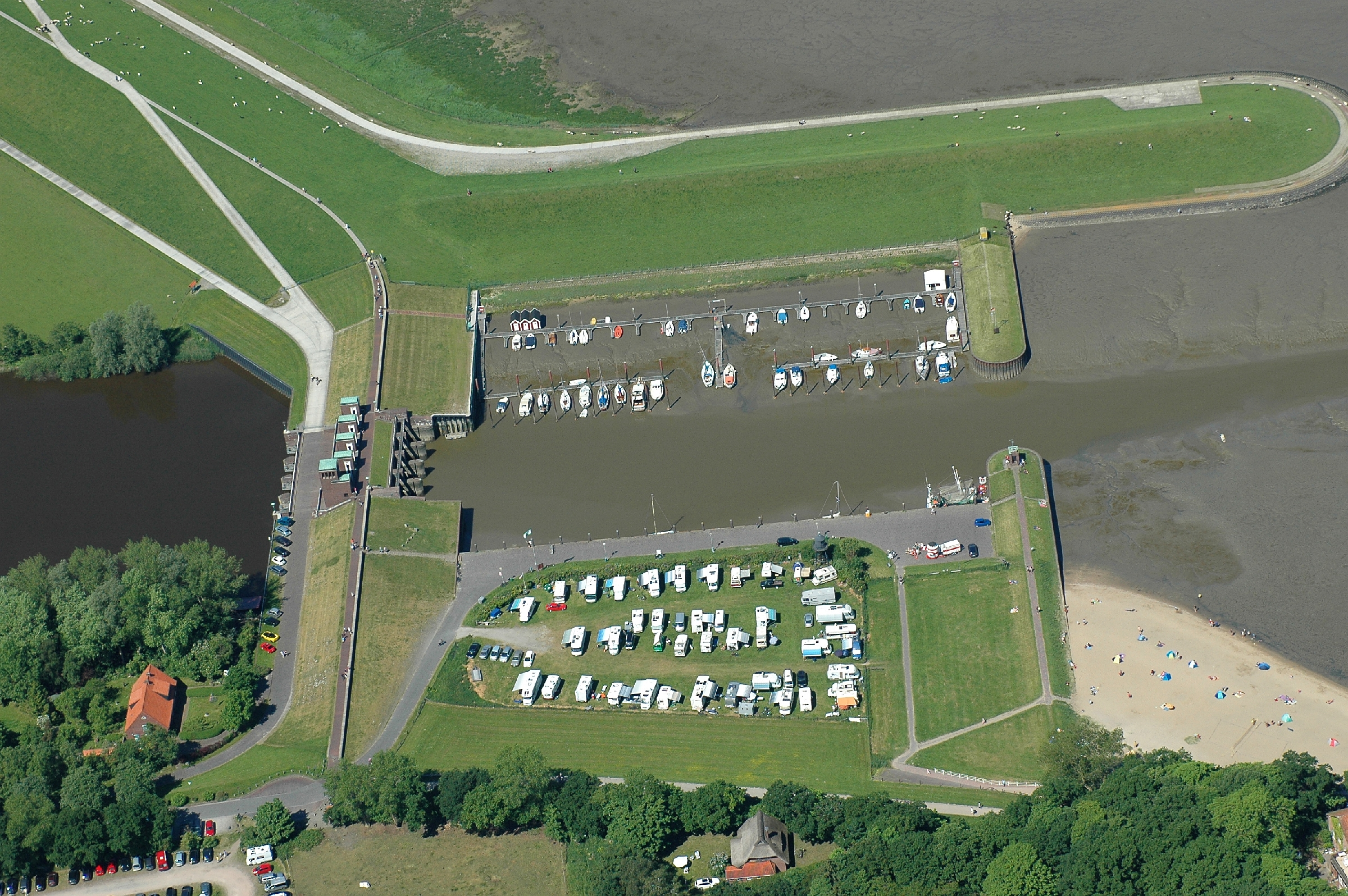
Haven
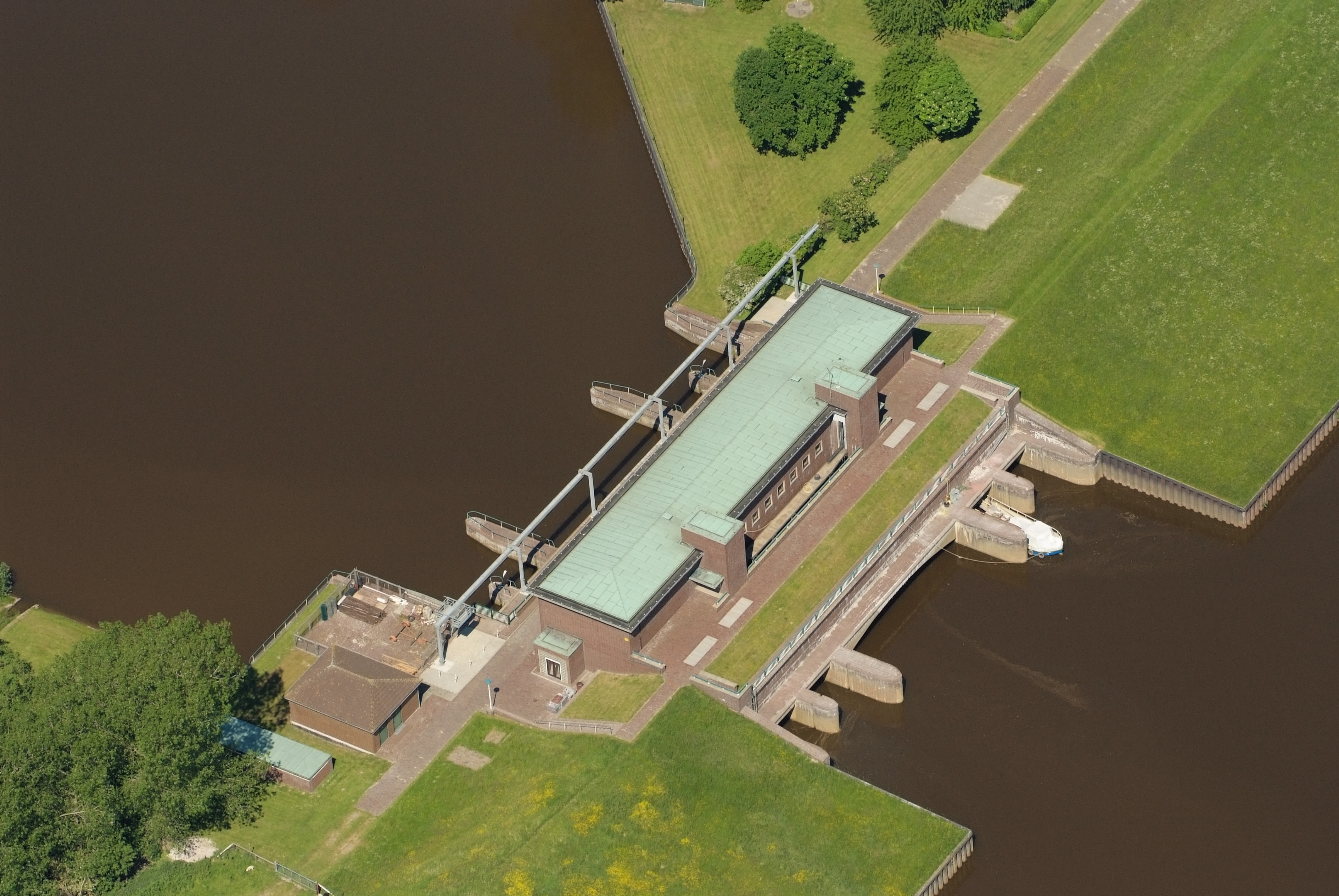
Gemaal Petershörn

## Internet
- (de) Toeristeninformatie over Dangast

- Gemeinsame Normdatei: 4198552-7
- Virtual International Authority File: 315940249